# De Zande
De Zande is een buurtschap in de Nederlandse gemeente Kampen, gelegen op Kamperveen. De buurtschap ligt aan de Hank, een zijtak van de rivier de IJssel. Langs de buurtschap loopt de provinciale weg 763. De weg loopt deels over het tracé van de voormalige spoorlijn Hattem - Kampen Zuid. Aan deze spoorlijn had De Zande van 1913 tot en met 1933 een eigen stopplaats met stopplaats De Zande. De zijtak vanaf Wezep langs de Kamperstraatweg van de Zuiderzeetramweg takte bij De Zande aan op deze spoorlijn waarover de tram ten slotte station Kampen Zuid bereikte. Deze zijtak werd in 1914 geopend en in 1931 werd de tramlijn opgeheven. Tussen de Hank, het Koeluchtersgat en de IJssel ligt het voormalige eiland De Welle nu een schiereiland bestaande uit meerdere meren.
Stad: Kampen      Dorpen: Grafhorst · 's-Heerenbroek · IJsselmuiden · Reeve · Wilsum · Zalk

Buurtschappen: Bisschopswetering · De Heuvels · Hogeweg · Kampereiland · Kamperveen · Mastenbroek (deels) · Nieuwstad · Oosterholt · De Roskam · Veecaten · De Zande · Zuideinde (deels) · Zwartendijk 

Overijssel · Steden en dorpen in Overijssel      Nederland · Provincies · Gemeenten